# Oroville Dam
Oroville Dam is een stuwdam op de Feather River ten oosten van de stad Oroville, in het noorden van de Amerikaanse staat Californië. 

## Beschrijving
Met de bouw van de dam werd in mei 1954 begonnen. Twee tunnels werden geboord waardoor het water van de rivier tijdelijk langs de bouwplaats werd gevoerd. Op 22 december 1964 dreigde de kistdam om de bouwplaats te bezwijken. Het had veel geregend in het stroomgebied en het debiet was fors toegenomen. Een record hoeveelheid water werd via de twee tunnels afgevoerd waarmee een ramp op de bouwplaats werd voorkomen. De half-afgebouwde dam hield nog veel water tegen waarmee de schade stroomafwaarts werd beperkt. Op 4 mei 1968 werd de dam officieel in gebruik genomen.
De dam is 230 meter hoog en is daarmee de hoogste dam in de Verenigde Staten. Het stuwmeer heet Lake Oroville en heeft een volume van zo'n 4,3 km³. Het stuwmeer heeft een belangrijke functie als waterreservoir in het uitgebreide watervoorzieningsprogramma van de staat Californië, met name in het State Water Project. Oroville Dam functioneert als beschermingsmiddel tegen overstromingen en daarnaast zijn er waterkrachtcentrales: het Oroville-Thermalito Complex.
Aan de voet van de dam staat een Edward Hyatt waterkrachtcentrale. Hier staan zes turbines opgesteld waarvan drie alleen voor de opwekking van elektriciteit en drie turbines die het water in Lake Oroville ook kunnen terugpompen. De turbines van de pompcentrale pompen het water omhoog wanneer er weinig vraag is naar elektriciteit. Wanneer de vraag hoog is stroomt het water weer naar beneden en wordt stroom opgewekt. Met de bouw van de centrale werd in 1964 begonnen en in 1968 was het werk gereed.

## Overstromingsgevaar 2017
In februari 2017 ontstond aanzienlijke schade aan de regelbare betonnen overlaat van de dam als gevolg van de vorming van een zinkgat. Deze overlaat werd gesloten. Op 11 februari begon het water over de noodoverlaat te stromen. Die was sinds de bouw nog niet gebruikt. Het stuwmeer was toen al 98% vol. De noodoverlaat begon gevaarlijk te eroderen. Op 12 februari werden circa 190.000 bewoners uit de buurt geëvacueerd omdat het risico op ongecontroleerde overstroming (dambreuk) te groot werd. Op 14 februari mochten de bewoners weer naar huis.
 Op 2 april 2018 werd de compleet vernieuwde overlaat voor het eerst opnieuw gebruikt, een hoogtepunt in het $1,1 miljard  kostende  en in een recordtijd uitgevoerde herstellingsproject.

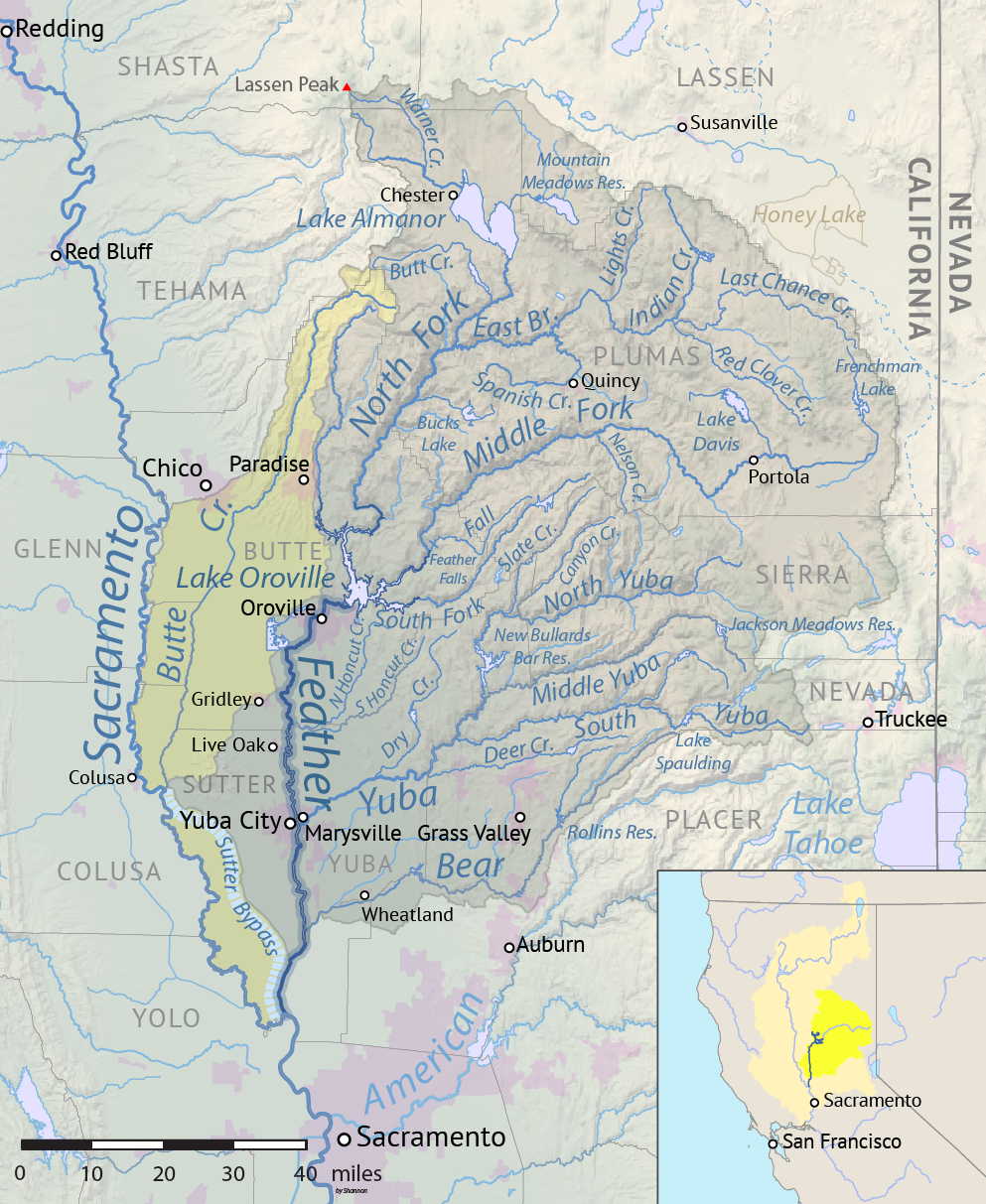
Stroomgebied Feather rivier.
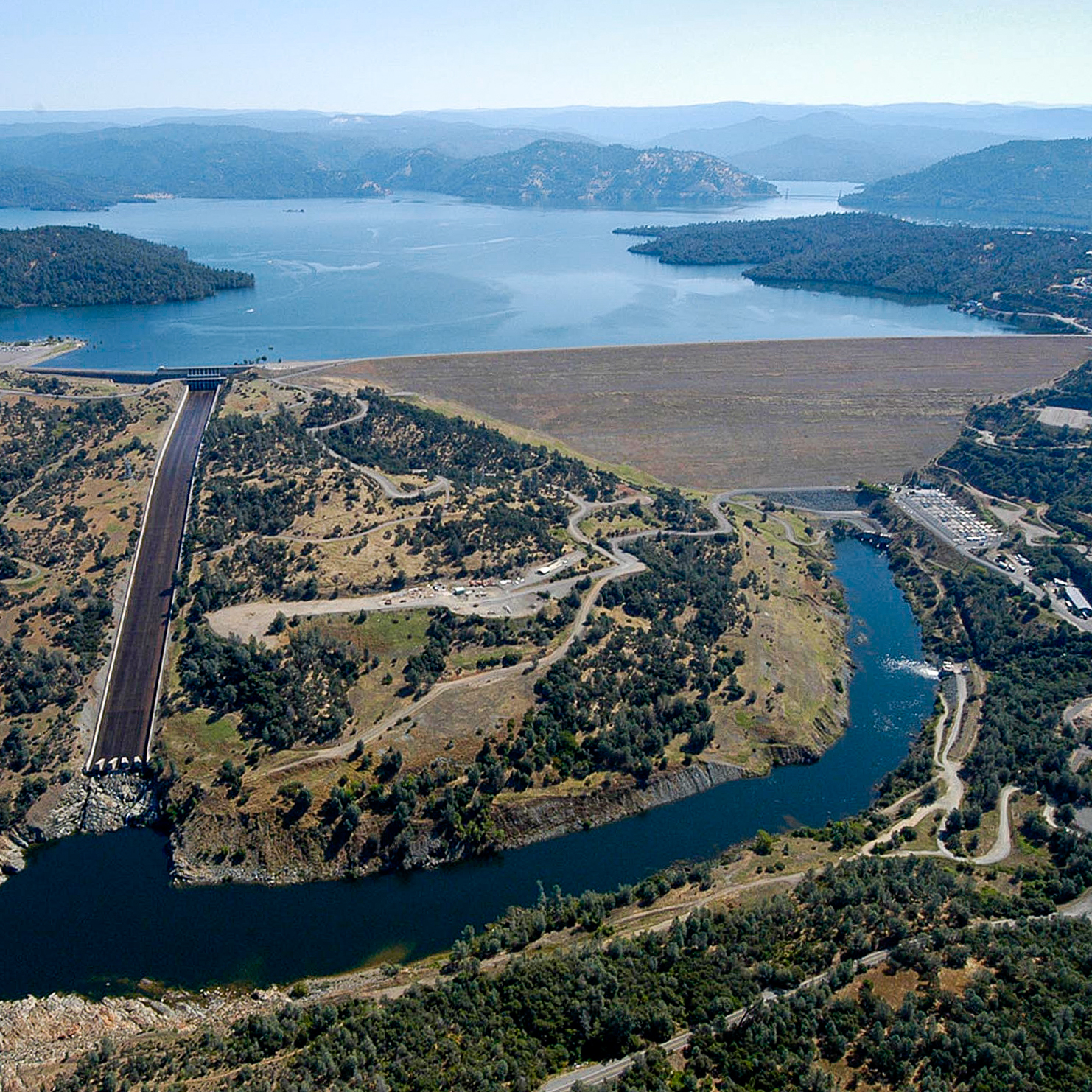
De Oroville Dam met daarachter het stuwmeer, Lake Oroville. (2005)
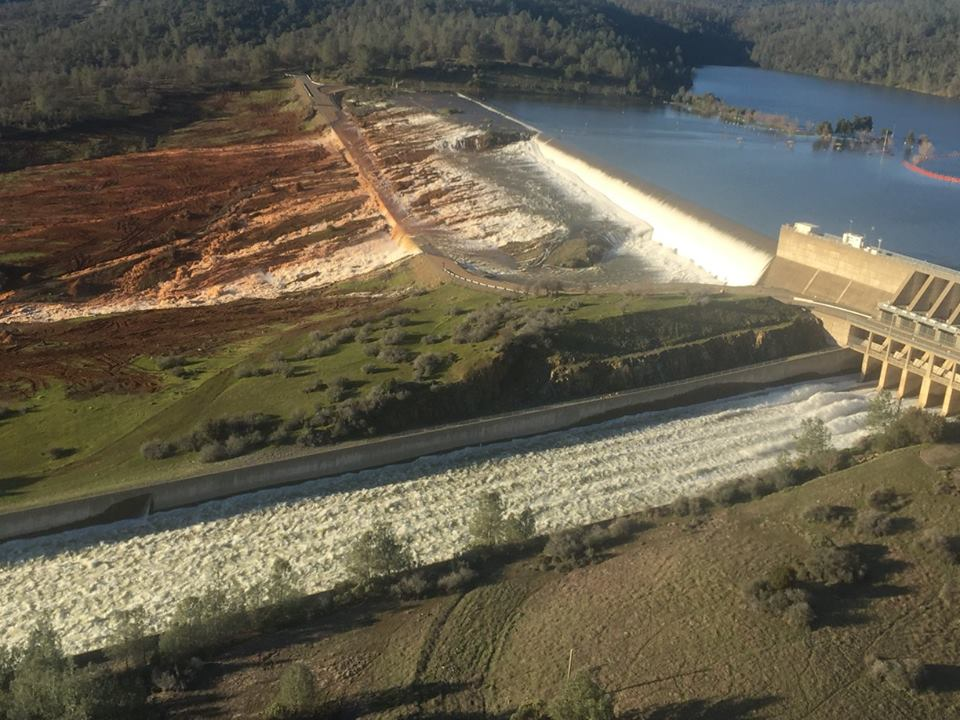
De Oroville Dam in februari 2017. Op de voorgrond de betonnen overlaat en daarachter stroomt het water over de snel eroderende noodoverlaat.
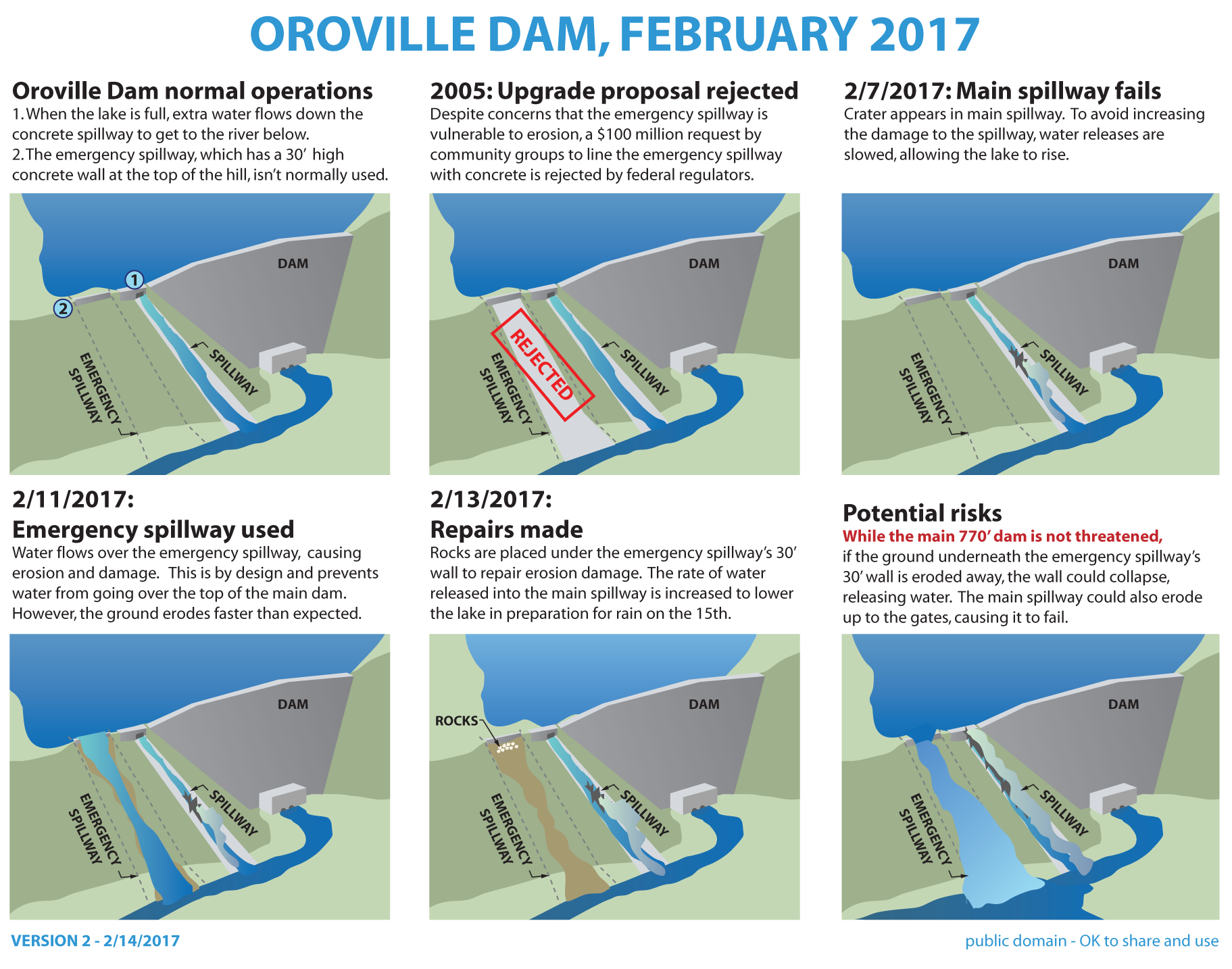
Infographic over overstromingsgevaar 2017.